# Secuieni (Neamț)
Secuieni è un comune della Romania di 3 543 abitanti, ubicato nel distretto di Neamț, nella regione storica della Moldavia. 
Il comune è formato dall'unione di 9 villaggi: Bașta, Bârjoveni, Bogzești, Butnărești, Giulești, Prăjești, Secuieni, Secuienii Noi, Uncești.